# Naïf (Otto Ohm)
Naif è il terzo album in studio degli Otto Ohm, pubblicato nel 2005.

## Tracce
1. Domani
2. La vita e che ci fai
3. Hit song
4. Le nostre buone intenzioni
5. Fast/promesse per la massa
6. Strade inquiete
7. Brividi
8. Ogni piccolo particolare
9. Pizza e mandolino
10. B.E.M.
11. Scusa